# Carlo Furno
Carlo kardinál Furno (2. prosince 1921, Bairo Canavese – 9. prosince 2015, Řím) byl italský římskokatolický kněz, vatikánský diplomat, kardinál.

## Život
Kněžské svěcení přijal 25. června 1944. Poté působil v diecézi Ivrea a následně pokračoval ve studiích v Turíně a v Římě (mj. na Papežské diplomatické akademii). Od roku 1953 pracoval v diplomatických službách Svatého stolce, působil na nunciaturách v Kolumbii, Ekvádoru a na Apoštolské delegatuře v Jeruzalémě. Od roku 1962 pracoval ve státním sekretariátu.
Dne 1. srpna 1973 byl jmenován nunciem v Peru a titulárním arcibiskupem, biskupské svěcení přijal 16. září téhož roku. Nunciem byl také v Libanonu (1978–1982), Brazílii (1982–1992) a Itálii (1992–1994). Při konzistoři 26. listopadu 1994 ho papež Jan Pavel II. jmenoval kardinálem. Jako kardinál plnil řadu čestných funkcí. Byl velmistrem Řádu Božího Hrobu (od prosince 1995 do června 2007) a arciknězem baziliky Santa Maria Maggiore v Římě (1997 až 2004).
Zemřel 9. prosince 2015 v Římě.